# Micralymma
Micralymma — род стафилинид из подсемейства  Omaliinae.

## Описание
Надкрылья очень короткие, не заходящие за заднегрудь, короче переднеспинки. Крыльев нет.

## Систематика
К роду относятся:
- Micralymma brevilingue Schiødte, 1845
- Micralymma caucasicum (Melichar, 1913)
- Micralymma marinum (Ström, 1783)